# 那泡口岸
17°39′46″N 105°45′43″E / 17.662666°N 105.762006°E
那泡口岸，是老挝甘蒙省布拉帕县的一个边境口岸。
该口岸与越南廣平省明化縣民化社查罗村的查罗口岸相接。.